# Lahn-Dill
Lahn-Dill, en alemany Lahn-Dill-Kreis, és un Districte d'Alemanya a l'estat federat de Hessen. Es tracta d'un districte (Kreis) rural (Landkreise) que té per capital la ciutat de Wetzlar. El districte de Lahn-Dill és a l'oest del Land de Hessen, al Regierungsbezirk de Gießen i envolta la ciutat de Wetzlar, que és la seva capital tot i que no en forma part. El districte limita al nord amb el districte de Marburg-Biedenkopf, a l'est amb el districte de Gießen, a l'oest amb el districte de Siegen-Wittgenstein i districte de Westerwald, al sud-oest amb el districte de Limburg-Weilburg i al sud amb el districte de Wetterau i districte de Hochtaunus. També té límits amb els estats de Rin del Nord-Westfàlia i Renània-Palatinat

## Situació geogràfica
El districte és format per 23 entitats administratives, 8 d'aquestes tenen el títol de ciutat (Stadt):

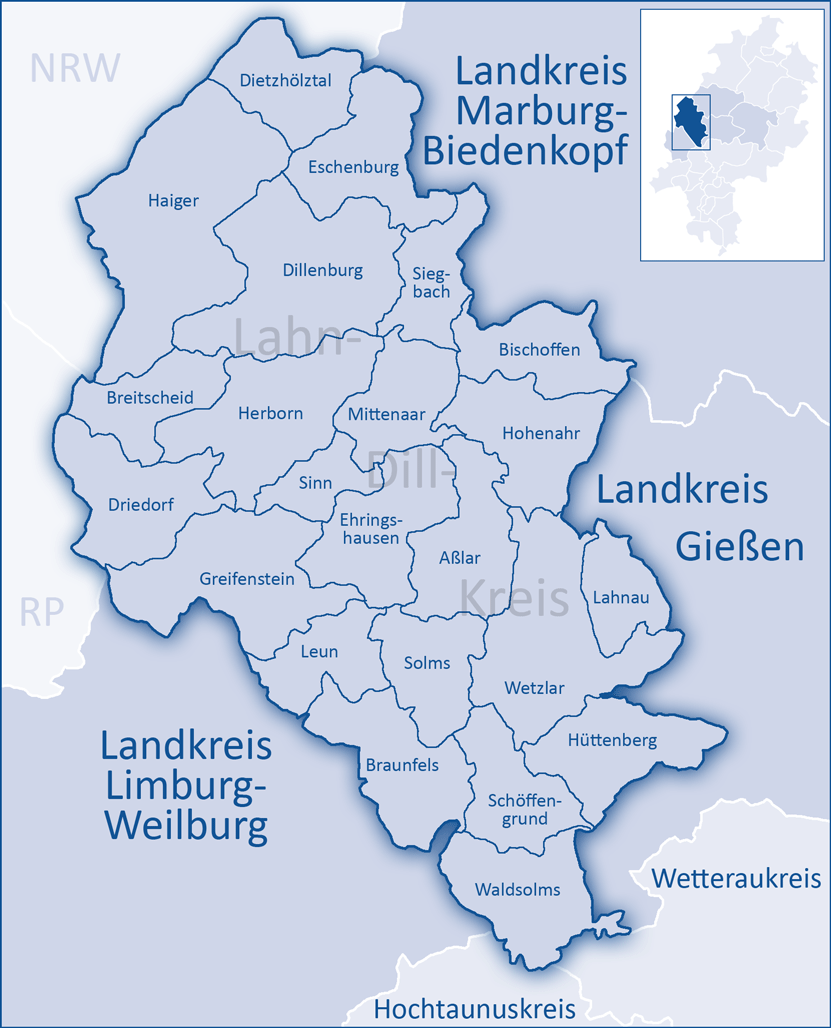
Mapa del districte

Ciutats
1. Aßlar (13.875)
2. Braunfels (11.235)
3. Dillenburg (24.305)
4. Haiger (19.825)
5. Herborn (20.810)
6. Leun (5.984)
7. Solms (13.693)
8. Wetzlar (52.269)

Municipis
1. Bischoffen (3.553)
2. Breitscheid (5.041)
3. Dietzhölztal (6.157)
4. Driedorf (5.240)
5. Ehringshausen (9.448)
6. Eschenburg (10.710)
7. Greifenstein (7.230)
8. Hohenahr (5.048)
9. Hüttenberg (10.562)
10. Lahnau (8.233)
11. Mittenaar (5.016)
12. Schöffengrund (6.469)
13. Siegbach (2.909)
14. Sinn (6.581)
15. Waldsolms (5.166)